# チアーズ (テレビドラマ)

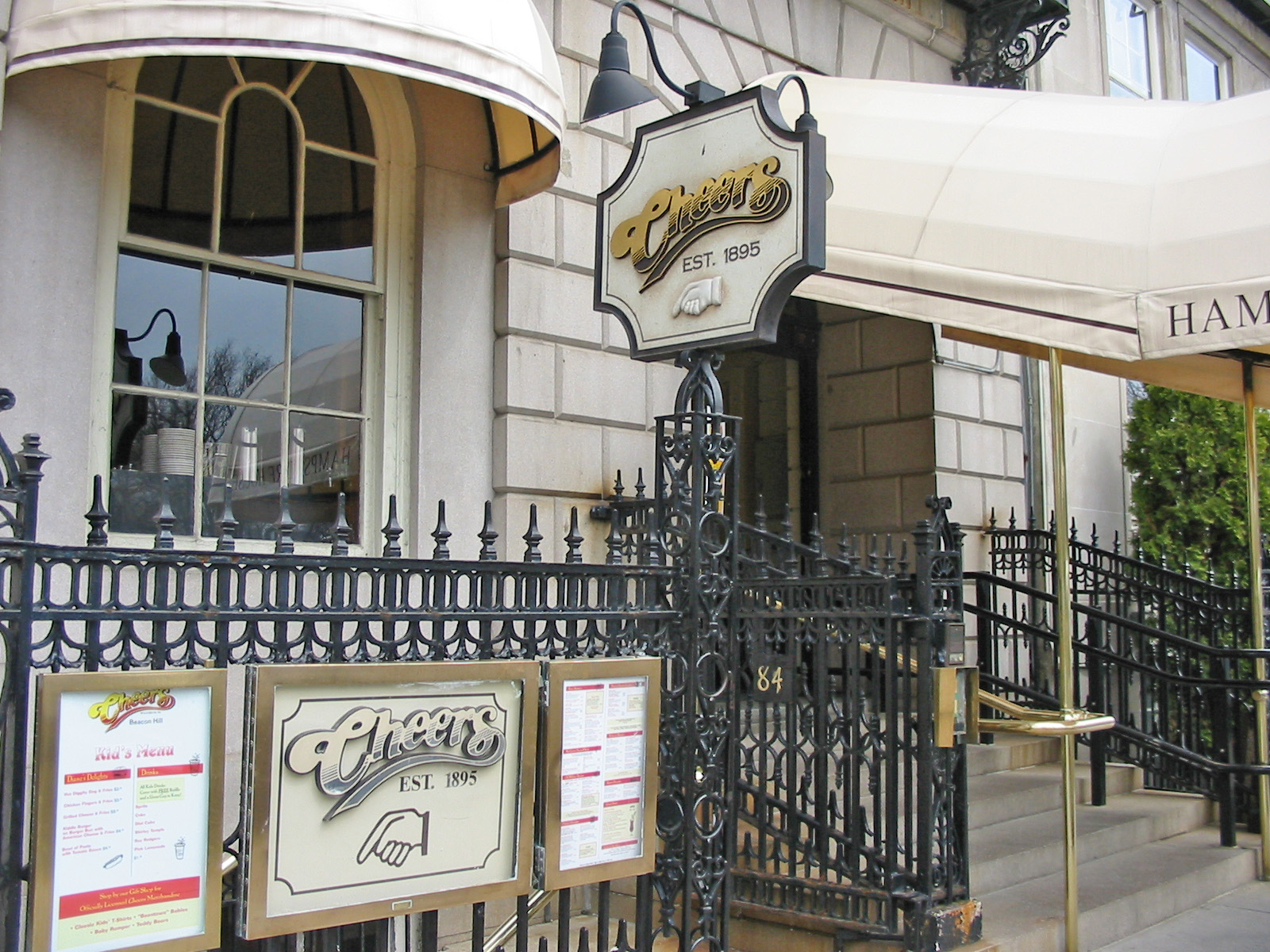
バー『チアーズ』外観(2005年現在)

『チアーズ』（Cheers）は、アメリカ合衆国のシチュエーション・コメディである。1982年から1993年に11シーズン放送されたこの番組は、パラマウントテレビジョンのNBCと関係があり、ジェームズ・バロウズ（James Burrows）、グレン・チャールズ（Glen Charles）、レス・チャールズ（Les Charles）の3人で創設された制作チーム、チャールズ＝バロウズ＝チャールズ・プロダクションズ（Charles-Burrows-Charles Productions）が制作した。
番組の舞台はマサチューセッツ州ボストンにあるバー『チアーズ』（店名の由来は乾杯するときの掛け声より）。この店には地元の人々のグループが酒を飲んだり楽しんだりするために来る。
主題歌はジュディー・ハート・アンジェロ（Judy Hart Angelo）とゲイリー・ポートノイ（Gary Portnoy）が作詞・作曲を行い、ポートノイが歌っている。この歌は“Where Everybody Knows Your Name”という決まり文句が有名で、番組のタグラインにもなった。
1982年9月30日に初回放送がなされた当時の第1シーズンの視聴率は非常に悪く、打ち切り寸前だった。しかし、第8シーズンから第11シーズンの好調さで、最終的には全米で高視聴率を記録した番組となった。第1シーズンの第1話を含めたシリーズの大半がNBCの"Must See Thursday" のラインナップに入った。1993年5月20日に放送されたシリーズ最終話は最高視聴率を記録した。全275話ある番組はシンジゲート化され、世界中で広く放送された。さらにはエミー賞で117部門にノミネートされ、28部門を受賞した。
ケルシー・グラマー演じるこの番組の登場人物フレイジャー・クレインを主役にしたスピンオフ『そりゃないぜ!? フレイジャー』もヒットした。

## 登場人物
チアーズという作品は、グランドホテル形式を取っており、全シーズンを通してほぼ同じセットを使用している。多くの脇役達とこういった登場人物に対する恋愛感情が、いつも主要登場人物を中心に回るストーリーラインを使用するため、断続的に現れる。
サム・マローンという登場人物は、当初フレッド・ドライアー（Fred Dryer）演じる元アメリカン・フットボール選手という設定になる予定だった。ところが、テッド・ダンソンが演じることに決まったとき、ダンソンのスリムな体格にあわせるため元野球選手ということになった。クリス・クラヴィンという登場人物はジョン・ランツェンバーガーがノーム・ピーターソン役のオーディションを受けた後につくられた。オーディション後に制作者と打ち合わせているうちに、ジョン・ランツェンバーガーが“Know-it-allなバー”を含めようとしているのか尋ねた結果、最終的にクラヴィンの役を得た。シェリー・ロング降板後、カースティ・アレイが参加し、ニコラス・コラサンド（Nicholas Colasanto）の死後にウディ・ハレルソンが参加した。全シリーズ通して出演したのは、テッド・ダンソンと、レア・パールマン、ジョージ・ウェントだけだった。バーにしばしばやってくる常連客ポールを演じたポール・ウィルソンは、第1シーズン初期においてはグレン役で出演し、その後グレッグやトムといった役として出演した。

### メインキャラクター
※括弧内は『ミッキーマウス60周年記念』にゲスト出演した際の日本語吹替
サム・マローン
演 - テッド・ダンソン（大塚明夫）
元ボストン・レッドソックス投手。現在はバー『チアーズ』のバーテンダー兼オーナー。登場期間は1982年から1993年。
ダイアン・チャンバース
演 - シェリー・ロング
バー『チアーズ』のウェイトレス。1982年から1987年の間に登場し、1993年にはゲスト出演した。
レベッカ・ホウ
演 - カースティ・アレイ（井上喜久子）
バー『チアーズ』のウェイトレス兼支配人。登場期間は1987年から1993年。
カーラ・トーテイリ
演 - リー・パールマン
バー『チアーズ』のウェイトレス。登場期間は1982年から1993年。
‘ウッディ’・ボイド
演 - ウディ・ハレルソン（宮本充）
バーテンダー助手。登場期間は1985年から1993年。
ノーム・ピーターソン
演 - ジョージ・ウェント
バー『チアーズ』の客。登場期間は1982から1993年。
クリフ・クラヴィン
演 - ジョン・ラッツェンバーガー（渡部猛）
バー『チアーズ』の客で、郵便配達の仕事をしている。登場期間は1982年から1993年。
フレイジャー・クレイン
演 - ケルシー・グラマー（牛山茂）
バー『チアーズ』の客で、精神科医。登場期間は1984年から1993年。
アーニー・‘コーチ’・パンツッソ
演 - ニコラス・コラサント
バー『チアーズ』のバーテンダー補助。かつては野球選手兼コーチだった。登場期間は1982年から1985年。
リリス・スターニン
演 - ビビ・ニューワース
バー『チアーズ』の客。精神科医。登場期間は1986年から1993年。

### ゲスト有名人
チアーズという作品は前述の通り、グランドホテル形式を取っているが、時々ジェイ・トーマスがエディ・レベック役で、ダン・ヘダヤがニック・トーテリ役で、ロジャー・リースがロビー・コルコード役で、トム・スケリットがエヴァン・ドレイク役で、そしてハリー・アンダーソンがハリー・ザ・ハット役といった感じで、有名人が出る。
そのほかにも少しの間、本人役などで出演した有名人がいる。サムのレッドソックス時代のチームメイトとしてルイス・ティアントやウェイド・ボッグスといったスポーツ選手が出たが、ボストンのバスケットチーム、ボストン・セルティックスで当時花形選手をつとめていたケビン・マクヘイルや、マイク・ディトカ（Mike Ditka）といったチアーズとは関係のないスポーツ選手が出演したこともあった。ジョニー・ギルバートやアレックス・トレベック（Alex Trebek）、アーセニオ・ホール（Arsenio Hall）、ディック・キャベット（Dick Cavett）、ジョニー・カーソン等といったテレビスターも出演したことがあり、さらには当時のアメリカ統合参謀本部議長だったウィリアム・クロウ、元コロラド州選出の上院議員ゲイリー・ハート、当時の下院議長だったチップ・オニール、ジョン・ケリー上院議員、当時のマサチューセッツ州知事だったマイケル・デュカキス、当時のボストン市長だったレイモンド・フリン（Raymond Flynn）といった政治家が出演することもあった（なお、最後の4名はチアーズの舞台であるボストン市及びマサチューセッツ州に関連する人物である）。
また、ウッディの従兄弟としてハリー・コニック・Jrが出演し、1991年にグラミー賞を受賞したアルバム“We are in love”の中から1曲を歌った。ジョン・クリーズは第5シーズン“Simon Says”に "Dr. Simon Finch-Royce" としてゲスト出演してエミー賞を受賞。エマ・トンプソンは、フレイジャーの元妻にして歌う乳母として有名なナネット・‘ナニー・ジー’・ガズマンとしてゲスト出演した。クリストファー・ロイドはダイアンをモデルにしたいと望んだ悩める芸術家を演じ、ライチャス・ブラザーズのビル・メドレーとボビー・ハットフィールドもゲスト出演した。

## 制作
『チアーズ』のコンセプトは、長い検討の末に固められたものである。最初に出たアイデアは、家族のように互いに影響しあう労働者の団体を描いた『The Mary Tyler Moore Show』のようにするというものだった。それから制作陣は、ホテルや宿屋の周りを中心に描いたイギリスのドラマ『フォルティ・タワーズ』のアメリカ版といえる作品を作ることを検討した。番組の設定がラジオ番組『Duffy's Tavern』と似るようになってきてしまったため、制作陣がドラマの舞台をバーにすることにしたが。常に新しい人々の流れがある宿屋を舞台にすることにより番組に登場人物が頻繁に出入りするため、制作陣は宿屋(Tavern)を舞台にするというアイデアを好んだ。大まかなあらすじがまとまった後、舞台候補となる地域が3つ残った。当初はカリフォルニア州バーストゥ（Barstow）市がいいだろうと話が進んだが、ミズーリ州のカンザスシティがいいのではないかということになり、結局東海岸とボストンが選ばれた。
番組の設定が固まった後、制作陣は電話帳から選んだボストンにあるブル&フィンチ・パブ（Bull & Finch Pub）をモデルにすることにした 。グレン・チャールズがオーナーに外装を撮影してもらい、1ドル払って許可を得た上で内装も撮影した。そのパブのイメージ使用やグッズ販売について許可を得た後、グレン・チャールズは何万ドルもの大金を用意した。その結果、1997年にブル&フィンチ・パブはアメリカ合衆国の飲食物業界の中で42番目に繁盛している事業者になった。“A Small Circle of Friends”の撮影のためボストンに来ていたシェリー・ロングが、映画に出てきたバーがボストンに来たときに遊びに行ったバーに似ているのに気づき、そのバーがブル&フィンチ・パブであるとわかった。
『チアーズ』の多くの回は、パラマウント・ステージ25で実際の観客を前にして収録された。収録は火曜日で、水曜日は読み通しの前に新しい回の台本がキャストに配られ、金曜日にリハーサルが行われて、完全な台本が月曜日にキャストに配られた。1話分の収録には100人近くの人間が携わった。ほとんどの回の監督を行ったジェームズ・バーロウは、収録する際、ビデオテープよりもむしろフィルムを用いるべきだと指示したり、キャストに対して立ったままでいるよりも動き回るように指示したりした。

### スタッフ
『チアーズ』の総スタッフ数は何百人にも及ぶ。例えばジェームズ・バロウズ、グレン・チャールズ、レス・チャールズの3人は番組に参加する多くのスタッフを短くまとめることができ、全シリーズを通してエグゼクティブ・プロデューサーとしてトム・パーマー（Tom Palmer）のそばにいた。
実際チャールズ兄弟の2人は放送期間中ほとんどパラマウント社のオフィスにいたが、最終シーズンの期間中だけはほとんどバーロウに番組を任せていた。バーロウはいまや『チアーズ』の全243話の長寿性や番組の制作・監督の重要な要素とされている。
デイヴィッド・アンジェル（David Angell）は初回からずっと、多くの回で脚本を担当し、その脚本は制作面における協調性などと同様、番組が成功した一因になっているとされている 。

## スピンオフ、クロスオーバー、その他引用など
『チアーズ』の出演者の中には、自分のキャラクターをゲスト及びスピンオフとして他の番組に出演させる者がいた。そしてその中で最もうまくいったスピンオフは、精神科医フレイジャー・クレインを主役にした『そりゃないぜ!? フレイジャー』である。この作品はフレイジャー・クレインがボストンからワシントン州シアトルのうち、州間高速道路90号線の端の地域に戻り、最近からだが不自由になった父親と暮らし、ラジオの視聴者参加番組の司会を務めるという内容になっている。当初フレイジャーはダイアンとサムの関係に首を突っ込む卑劣漢という設定だったが、ケルシー・グラマーの演技によって人気が出ないと思われていたせりふも、一般大衆にもてはやされるようなコメディに変貌した。
サム、ダイアン、ウッディの3人は別々の回でそれぞれフレイジャーの元を訪れるという形でゲスト出演し、フレイジャーのもと妻であるリリスは『そりゃないぜ!? フレイジャー』全編を通してしょっちゅう登場するサブキャラクターとなった。クリフ、ノーム、カーラと、毎回後方で飲んでいる2人組ポールとフィルは、『そりゃないぜ!? フレイジャー』の“Cheerful Goodbyes”という回でそろってゲスト出演した。この回においてフレイジャーは旅行先のボストンで『チアーズ』の面々（但し、『チアーズ』という店自体には訪れていない）に出会い、クリフは自分の引退パーティーにフレイジャーが参加しないと思い込むが、フレイジャーがパーティーに参加するというところで落ちがつく。レベッカ・ホウは、コーチを除く主要登場人物の中で唯一『そりゃないぜ!? フレイジャー』に出演しなかった人物である（コーチが劇中で死亡した後、コーチを演じた俳優も実際に亡くなった）。『そりゃないぜ!? フレイジャー』はチアーズと同じ話数を放送し、2004年に全11シーズンの放送を終えた。
『そりゃないぜ!? フレイジャー』はチアーズのスピンオフの中で最も成功した作品だったが、『チアーズ』初のスピンオフは1987年に初回放送された“The Tortellis”である。この話にはカーラの夫ニック・トーテリとその妻ロレッタが主役となっているが、13話放送された時点で、イタリア系アメリカ人の固定観念じみた描き方に対する抗議が送られてきて打ち切りになった。
こういった直接的なスピンオフの他にも、『チアーズ』の登場人物は他の番組にも出演している。テレビアニメ『ザ・シンプソンズ』の「マージの飛行恐怖症」（原題：Fear of Flying）という回では、ホーマーがモーの酒場を追い出された後、『チアーズ』に似たバーにやってきてフレイジャーを含む『チアーズ』の主要メンバーの多くに出会うという内容になっている（ただし、グラマーが『ザ・シンプソンズ』においてサイドショー・ボブを演じたこともあってか、皮肉なことにフレイジャーは一言も口を利かなかった）。モーの酒場のタグライン“Where nobody knows your name”も『チアーズ』からの引用である。
『チアーズ』の製作者達や脚本家達が手がけた『ウィングス』にも登場人物たちはゲスト出演し、“St. Elsewhere”でも珍しくコメディ作品からのクロスオーバーを果たした 。
また、『スタートレック:ディープ・スペース・ナイン』の登場人物でクワークの酒場の常連客であるモーンは、『チアーズ』の登場人物ノーム・ピーターソンの名前のアナグラムから来ている。
“The Wonderful World of Disney”の特別番組“Mickey's 60th Birthday”では、『チアーズ』の店自体とその常連客がゲスト出演した。オープニングの場面とテーマソングは『チアーズ』の象徴的なものとなり、『ザ・シンプソンズ』の「エアロスミス登場」（原題：Flaming Moe's）という回ではこれらのパロディが行われた。
ドラマ『スクラブス』の“My Life in Four Cameras”という回では『チアーズ』にちなんだジョークが多数飛び出し、マルチカメラに録音された笑い声というセットが組まれた。普段この番組はシングルカメラを使用し、笑い声は使わず、観客を前に生放送で収録される。さらに“My Life in Four Cameras”の夢の場面では、3台のカメラで撮影された。それに付け加え、『チアーズ』に参加した脚本家にして主要患者という設定になっているチャールズ・ジェイムズという人物の名前は『チアーズ』の製作者3名の名前を混ぜ合わせたものである。この話の中では“伝統的な”シチュエーション・コメディについての意見が度々述べられ、J.D.が「不幸なことにここにある物事はシットコムほどきちんと終わるとは限らない」とこぼす中、『チアーズ』のオープニングテーマが流れるところで締めくくられる。